# Klinische taalkunde
Klinische taalkunde (ook wel klinische linguïstiek) is een subdiscipline van de toegepaste taalkunde die zich richt op de beschrijving, analyse en behandeling van taalstoornissen. Dit omvat vooral de toepassing van de theoretische taalkunde binnen de logopedie. Het bestuderen van de taalkundige kant van communicatiestoornissen draagt bij aan een breder begrip van taal en taalkundige theorie.
De International Clinical Phonetics and Linguistics Association, opgericht in 1991, fungeert als het informele overkoepelende orgaan voor het vakgebied. Het tijdschrift Clinical Linguistics and Phonetics, dat door Martin J. Ball is opgericht, speelt een belangrijke rol in het onderzoek binnen dit domein.
Klinische taalkundigen zijn meestal werkzaam op de afdelingen Logopedie of Taalkunde. Hun onderzoek richt zich op het verbeteren van de evaluatie, behandeling en analyse van spraak- en taalstoornissen, en biedt tevens inzicht in formele taalkundige theorieën. Hoewel de meeste tijdschriften over klinische taalkunde zich nog steeds voornamelijk op de Engelse taalkunde concentreren, is er een groeiende trend naar een vergelijkende benadering van klinische taalkunde in verschillende talen.

## Geschiedenis
De studie van communicatiestoornissen heeft een lange geschiedenis die teruggaat tot de oude Grieken. De moderne klinische taalkunde vindt zijn oorsprong voornamelijk in de twintigste eeuw, waarbij de term 'klinische taalkunde' in de jaren zeventig een bredere betekenis kreeg en in 1981 werd gebruikt als titel van een boek geschreven door de vooraanstaande taalkundige David Crystal. Crystals boek Clinical Linguistics wordt algemeen erkend als het fundament van de klinische linguïstiek en is uitgegroeid tot een van de meest invloedrijke werken in dit vakgebied, omdat het deze nieuwe discipline op een zeer gedetailleerde manier in kaart heeft gebracht.
De toepassing van linguïstiek in de studie van spraak- en taalstoornissen is altijd van cruciaal belang geweest, hoewel er relatief weinig onderzoek naar is verricht. Roman Jakobson, een vooraanstaande Russische structurele taalkundige, was een van de pioniers die de linguïstische theorie trachtte toe te passen op logopedie. In 1941 publiceerde hij zijn invloedrijke werk Kindersprache, Aphasie und allgemeine Lautgesetze, waarin hij zijn bevindingen over taalgebruik bij zowel kinderen als volwassenen met verworven afasie documenteerde. Hoewel de impact van Jakobsons boek pas echt voelbaar werd in de Engelstalige wereld na de vertaling in 1968, had het al invloed in de Verenigde Staten  en het Verenigd Koninkrijk, waar het leidde tot veranderingen in de benadering van fonologische, grammaticale, semantische en andere aspecten van taalstoornissen. Zijn inzicht dat afwijkende klankpatronen dezelfde regels volgen als reguliere taalsystemen blijft tot op de dag van vandaag een richtlijn in de klinische taalkunde. Opmerkelijk is dat dezelfde methodologie ook door Crystal en zijn team werd toegepast bij het ontwikkelen van procedures voor taalprofilering.

## Disciplines
Dit zijn de belangrijkste disciplines van de klinische taalkunde:

### Klinische fonetiek
Fonetiek is een tak van de taalkunde die zich bezighoudt met de klanken van menselijke spraak. Klinische fonetiek omvat de toepassing van fonetische principes om spraakverschillen en -stoornissen te beschrijven, inclusief informatie over spraakgeluiden en de waarnemingsvaardigheden die in klinische omgevingen worden gebruikt.

### Klinische fonologie
Fonologie is een tak van de taalkunde die zich bezighoudt met de systematische ordening van klanken in gesproken talen en gebaren in gebarentalen. In tegenstelling tot de klinische fonetiek richt de klinische fonologie zich op de toepassing van fonologie bij de interpretatie van spraakgeluiden in een specifieke taal en hoe deze omgaat met fonemen.

### Klinische prosodie
In de taalkunde houdt prosodie zich bezig met aspecten van de spraak die geen betrekking hebben op afzonderlijke fonetische segmenten (zoals klinkers en medeklinkers), maar eerder op eigenschappen van lettergrepen en grotere eenheden van spraak. Prosodie speelt een cruciale rol in communicatieve functies, zoals het uitdrukken van emoties of affectieve toestanden.

### Klinische morfologie
Morfologie is de tak van de taalkunde die zich bezighoudt met de studie van woorden, hun vorming en de onderlinge relaties tussen woorden binnen dezelfde taal. Het onderzoekt de opbouw van woorden en de delen ervan, zoals stamwoorden, wortelwoorden, voorvoegsels en achtervoegsels.

### Klinische syntaxis
Syntaxis verwijst naar de set van regels, principes en processen die de opbouw van zinnen in een specifieke taal reguleren, waarbij doorgaans ook de volgorde van woorden wordt meegenomen. Elke taal beschikt over unieke syntactische regels, maar alle talen hanteren op de een of andere manier een vorm van syntaxis.

### Klinische semantiek
Semantiek (ook wel betekenisleer genoemd) is een tak van de wetenschap die zich richt op de betekenis van symbolen. Dit omvat met name de fundamentele elementen van natuurlijke talen, zoals woorden en zinnen, die essentieel zijn voor communicatie.

### Klinische pragmatiek
Pragmatiek is een subdiscipline van de taalkunde en semiotiek die onderzoekt hoe de context bijdraagt aan betekenis. Dit betreft de uitleg en indeling van pragmatische beperkingen, evenals de interpretatie ervan aan de hand van diverse pragmatische, linguïstische, cognitieve en neurologische theorieën, en de evaluatie en aanpak ervan.

### Klinisch discours
In de corpuslinguïstiek verwijst de term discours naar de analyse van taal zoals deze voorkomt in corpora, oftewel voorbeelden van teksten uit de 'echte wereld'. Dit omvat de gecodificeerde taal binnen een specifiek onderzoeksgebied en de beweringen die de relaties tussen taal, structuur en agentschap vastleggen.

## Toepassingen
Taalkundige concepten en theorieën worden ingezet voor de evaluatie, diagnose en behandeling van taalstoornissen. Deze theorieën omvatten vaak psycholinguïstiek en sociolinguïstiek. Klinisch taalkundigen gebruiken hun expertise in taal en de eerder genoemde disciplines om taalstoornissen te begrijpen en effectieve behandelmethoden te ontwikkelen. Crystal heeft benadrukt dat de toepassing van taalkunde in klinische settings sterk afhankelijk is van de context. In zijn werk Clinical Linguistics verwijst hij naar verschillende bekende aandoeningen die met taalkundige kennis kunnen worden verklaard.